# Lindemans Geuze
Lindemans Geuze is een Belgisch bier van spontane gisting.
Het bier wordt gebrouwen in Brouwerij Lindemans te Vlezenbeek.
Het is een blond bier, type geuze met een alcoholpercentage van 5%.